# Olimpíada d'escacs de 1962
L'olimpíada d'escacs de 1962 fou la quinzena Olimpíada oficial d'escacs. Organitzada per la FIDE, es va celebrar entre el 15 de setembre i el 10 d'octubre a Varna, Bulgària. L'única competició disputada fou un torneig obert.

## Torneig
Hi participaren 220 jugadors de 37 països; Indonèsia i l'Equador, tot i que s'hi havien inscrit, no van participar. Els equips van ser dividits en quatre grups, i després van disputar tres finals diferents, respectivament, de 12 equips (Final A i B) i 14 equips (Final C): de fet, en aquest últim grup, que va competir amb el sistema suís per tal que hi hagués el mateix nombre de partides a tots els grups, per garantir un nombre parell de competidors, es va afegir un segon equip de Bulgària, que va competir fora de concurs.
El reglament presentava una novetat: estava prohibit que els jugadors pactessin taules abans de la jugada trenta. Aquesta norma va ser aprovada per reduir el nombre de partides que acabaven en empat sense competència real, que havia augmentat en les edicions anteriors. La regla no funcionà bé, perquè era simple fer taules per repetició de jugades.
L'àrbitre principal del torneig era el Gran Mestre txecoslovac Salo Flohr.

### Primera fase
Als dos primers grups no hi havia molta competència per a la classificació per en la Final A: al primer les dues Alemanyes, després d'haver empatat entre elles, es van classificar immediatament darrere de la Unió Soviètica, mentre que en el segon grup (amb només vuit participants per l'absència d'Indonèsia i l'Equador) Suïssa i Israel va perdre la seva oportunitat d'obtenir un dels tres primers llocs, a causa de fortes derrotes a les primeres rondes.
Al tercer grup la lluita pel títol es concentrà entre Polònia, Països Baixos i Txecoslovàquia. Els Països Baixos, tot i una arrencada fluixa, va guanyar 4-0 els polonesos, i es classificà a la darrera ronda empatant amb els txecs. Aquests últims, amb la finalitat de classificar-se, tenien l'esperança que França arrenqués mig punt a Polònia, la darrera partida d'aquest enfrontament va ser ajornada, i els txecs van aconseguir salvar el final mitjançant l'estudi de la posició del jugador francès. En el darrer grup Àustria es classificà en vèncer a la darrera ronda Dinamarca, i superant-la. També els cubans, que van empatar a la ronda final amb l'Iran, i els britànics, que havien obtingut dues rondes abans només mig punt contra els argentins.
A la llista següent, cada columna representa un grup, es ressalten en negreta els equips classificats per a la Final A; en cursiva hi ha aquells que van participar en la Final B.
| - Bèlgica - RDA - RFA - Grècia - Noruega - Espanya - Suècia - Turquia - Unió Soviètica | - Bulgària - Israel - Mongòlia - Puerto Rico - Romania - Estats Units - Suïssa - Tunísia | - Txecoslovàquia - Xipre - Finlàndia - França - Islàndia - Iugoslàvia - Luxemburg - Països Baixos - Polònia - Uruguai | - Albània - Argentina - Àustria - Cuba - Dinamarca - Índia - Anglaterra - Iran - Irlanda - Hongria |

### Segona fase
La fase final va començar el 27 de setembre. Després d'una sèrie de victòries mesurades, la Unió Soviètica va arribar al primer lloc després de la sisena ronda, i el va mantenir fins al final del torneig. Els Estats Units i Iugoslàvia la seguien, però a les darreres rondes l'Argentina, superant en seqüència Àustria, Romania i Països Baixos amb ampli marge va ser capaç de recuperar l'avantatge. Al matx de l'última ronda entre els Estats Units i Iugoslàvia, decisiu per a l'atribució de medalles, el joc es va decidir en la primera taula, a la qual Gligorić baté Fischer. Els iugoslaus després van obtenir la plata, mentre que els argentins obtingueren el bronze.
La Unió Soviètica, que s'endugué el cinquè or per equips consecutiu, també va guanyar quatre medalles d'or individuals i una de bronze individual. En particular, Keres va guanyar la seva cinquena medalla individual, sense perdre una sola partida olímpica per cinquena vegada consecutiva.

### Resultats absoluts

#### Final A
| Pos.              | Equip          | Jugadors | Punts |
| ----------------- | -------------- | --- | ----- |
| Medalla d'or      | Unió Soviètica | GM Mikhaïl Botvínnik, GM Tigran Petrossian, GM Borís Spasski, GM Paul Keres, GM Iefim Hèl·ler, GM Mikhaïl Tal          | 31,5  |
| Medalla de plata  | Iugoslàvia     | GM Svetozar Gligorić, GM Petar Trifunović, GM Aleksandar Matanović, GM Borislav Ivkov, MI Bruno Parma, Dragoljub Minić | 28    |
| Medalla de bronze | Argentina      | GM Miguel Najdorf, MI Julio Bolbochán, GM Oscar Panno, MI Raúl Sanguineti, GM Héctor Rossetto, Alberto Foguelman       | 26    |
| 4                 | Estats Units   | GM Robert Fischer, GM Pal Benko, GM Larry Evans, MI Robert Byrne, MI Donald Byrne, Edmar Mednis                        | 25    |
| 5                 | Hongria        | GM Lajos Portisch, GM László Szabó, GM István Bilek, GM Gedeon Barcza, MI Levente Lengyel, MI Károly Honfi             | 23    |
| 6                 | Bulgària       | Nikola Padevsky, MI Georgi Tringov, MI Nikolai Minev, MI Atanas Kolarov, MI Zdravko Milev, Luben Popov                 | 21,5  |
| 7                 | RFA            | GM Wolfgang Unzicker, MI Klaus Darga, GM Lothar Schmidt, Paul Tröger, Hans-Joachim Hecht, Dieter Mohrlock              | 21    |
| 8                 | RDA            | GM Wolfgang Uhlmann, MI Wolfgang Pietzsch, MI Burkhard Malick, Lothar Zinn, MI Reinhart Fuchs, Heinz Liebert           | 20,5  |

#### Final B
| Pos. | Equip      | Jugadors | Punts |
| ---- | ---------- | --- | ----- |
| 13   | Espanya    | GM Artur Pomar Salamanca, Jesús Díez del Corral, Pere Puig i Pulido, Eduardo Franco Raymundo, Josep Ridameya Tatché, Tomás Serra Olives | 26,5  |
| 14   | Anglaterra | MI Jonathan Penrose, Peter Clarke, MI Harry Golombek, John Eric Littlewood, leonard Barden, MI Robert Wade                              | 26,5  |
| 15   | Israel     | MI Yosef Porath, Izak Aloni, MI Moshe Czerniak, Yair Kraidman, Zadok Domnitz, Gedali Shapiro                                            | 25    |

#### Final C
La Final C es va disputar amb el sistema suís per tal que el nombre de rondes fos el mateix que el de les altres finals.
| Pos.  | Equip      | Jugadors                                                                                                   | Punts |
| ----- | ---------- | --- | ----- |
| 25    | Noruega    | Svein Johannessen, Per Lindblom, Ragnar Hoen, Arne Vinje Gulbrandsen, Arne Zwain, Eivind Stensholt         | 32,5  |
| [ 5 ] | Bulgària 2 | Filip Filipov, Emil Karastoichev, Georgi Daskalov, Valentin Bogdanov, Teodor Chipev, Evstati Burkhanlarsky | 29,5  |
| 26    | Albània    | Ylvi Pustina, Esat Duraku, Eqrem Konçi, Mendim Veizaj, Teodor Siliqi, Fatos Omari                          | 28,5  |
| 27    | Tunísia    | Ridha Belkadi, Khelil Lagha, Behir Kchouk, Kahia, Khaled Mohsen, Khalid Ennigrou                           | 28,5  |

### Resultats individuals

#### Primer tauler
|                  | Jugador             | País       | Final | Punts | Partides | Percentatge |
| ---------------- | ------------------- | ---------- | ----- | ----- | -------- | ----------- |
| Medalla d'or     | GM Friðrik Ólafsson | Islàndia   | B     | 14    | 18       | 77,8        |
| Medalla de plata | MI Jonathan Penrose | Anglaterra | B     | 12,5  | 17       | 73,5        |
| Medalla de plata | GM Miguel Najdorf   | Argentina  | A     | 12,5  | 17       | 73,5        |

#### Segon tauler
|                   | Jugador               | País           | Final | Punts | Partides | Percentatge |
| ----------------- | --------------------- | -------------- | ----- | ----- | -------- | ----------- |
| Medalla d'or      | GM Tigran Petrossian  | Unió Soviètica | A     | 10    | 12       | 83,3        |
| Medalla de plata  | GM Pal Benko          | Estats Units   | A     | 8     | 12       | 66,7        |
| Medalla de bronze | Jesús Díez del Corral | Espanya        | B     | 10,5  | 16       | 65,6        |

#### Tercer tauler
|                   | Jugador          | País           | Final | Punts | Partides | Percentatge |
| ----------------- | ---------------- | -------------- | ----- | ----- | -------- | ----------- |
| Medalla d'or      | GM Borís Spasski | Unió Soviètica | A     | 11    | 14       | 78,6        |
| Medalla de plata  | GM István Bilek  | Hongria        | A     | 10    | 14       | 71,4        |
| Medalla de bronze | MI Vlasimil Hort | Txecoslovàquia | A     | 12    | 17       | 70,6        |

#### Quart tauler
|                   | Jugador            | País           | Final | Punts | Partides | Percentatge |
| ----------------- | ------------------ | -------------- | ----- | ----- | -------- | ----------- |
| Medalla d'or      | GM Borislav Ivkov  | Iugoslàvia     | A     | 13,5  | 16       | 84,4        |
| Medalla d'or      | MI Raúl Sanguineti | Argentina      | A     | 13,5  | 16       | 84,4        |
| Medalla de bronze | GM Paul Keres      | Unió Soviètica | A     | 9,5   | 13       | 73,1        |

#### Cinquè tauler (primer suplent)
|                   | Jugador            | País           | Final | Punts | Partides | Percentatge |
| ----------------- | ------------------ | -------------- | ----- | ----- | -------- | ----------- |
| Medalla d'or      | GM Iefim Hèl·ler   | Unió Soviètica | A     | 10,5  | 12       | 87,5        |
| Medalla de plata  | MI Donald Byrne    | Estats Units   | A     | 9,5   | 12       | 79,2        |
| Medalla de bronze | MI Levente Lengyel | Hongria        | A     | 8,5   | 12       | 70,8        |

#### Sisè tauler (segon suplent)
|                   | Jugador               | País           | Final | Punts | Partides | Percentatge |
| ----------------- | --------------------- | -------------- | ----- | ----- | -------- | ----------- |
| Medalla d'or      | GM Mikhaïl Tal        | Unió Soviètica | A     | 10    | 13       | 76,9        |
| Medalla de plata  | Bjørn Brinck-Claussen | Dinamarca      | B     | 9     | 12       | 75          |
| Medalla de bronze | MI Robert Wade        | Anglaterra     | B     | 6     | 12       | 50          |